# Mutinerie de la prison de La Modelo
La mutinerie de la prison de La Modelo est une mutinerie survenue le 21 mars 2020 dans la prison de La Modelo, à Bogota, en Colombie. 23 personnes sont mortes et 90 ont été blessées.

## Contexte
La mutinerie survient alors que la population de Bogota est confinée à cause de la pandémie de maladie à coronavirus de 2019-2020,,. Les prisons sont surpeuplées, ce qui aggrave le risque de propagation de la maladie à coronavirus 2019.
Des mutineries ont éclaté dans treize autres prisons de Colombie le même jour.

## Déroulement
Le 21 mars 2020, des explosions et des coups de feu ont retenti et un incendie s'est déclaré. Les prisonniers protestent contre leur condition de vie et l'insuffisance des mesures prises pour les protéger du COVID-19 mais selon la ministre de la justice Margarita Cabello, la mutinerie serait la conséquence d'une tentative d'évasion,.

## Bilan
23 personnes ont été tuées et 90 personnes, dont 7 gardiens, ont été blessés,,. Parmi les 7 gardiens, 2 sont dans un état critique et 32 des 83 prisonniers blessés ont été hospitalisés,.